# Miles City
Miles City és una població dels Estats Units a l'estat de Montana. Segons el cens del 2000 tenia 8.487 habitants.

## Demografia
Segons el cens del 2000, Miles City tenia 8.487 habitants, 3.528 habitatges, i 2.194 famílies. La densitat de població era de 1.002,1 habitants per km².
Dels 3.528 habitatges en un 29,7% hi vivien nens de menys de 18 anys, en un 47,7% hi vivien parelles casades, en un 10,8% dones solteres, i en un 37,8% no eren unitats familiars. En el 32,3% dels habitatges hi vivien persones soles el 13,1% de les quals corresponia a persones de 65 anys o més que vivien soles. El nombre mitjà de persones vivint en cada habitatge era de 2,31 i el nombre mitjà de persones que vivien en cada família era de 2,93.
Per edats la població es repartia de la següent manera: un 24,6% tenia menys de 18 anys, un 8,8% entre 18 i 24, un 25,9% entre 25 i 44, un 22,5% de 45 a 60 i un 18,2% 65 anys o més.
L'edat mediana era de 39 anys. Per cada 100 dones de 18 o més anys hi havia 87,7 homes.
La renda mediana per habitatge era de 29.847 $ i la renda mediana per família de 41.190 $. Els homes tenien una renda mediana de 30.123 $ mentre que les dones 18.750 $. La renda per capita de la població era de 16.449 $. Aproximadament el 9,4% de les famílies i el 14,7% de la població estaven per davall del llindar de pobresa.

## Poblacions més properes
El següent diagrama mostra les poblacions més properes.